# Nepál a 2024. évi nyári olimpiai játékokon
Nepál a franciaországi Párizsban megrendezett 2024. évi nyári olimpiai játékok egyik részt vevő nemzete volt. Az országot az olimpián 6 sportágban 7 sportoló képviselte, akik érmet nem szereztek.

## Asztalitenisz
Férfi
| Versenyző       | Versenyszám | Selejtező                                     | 64-es főtábla     | 32-es főtábla     | Nyolcaddöntő      | Negyeddöntő       | Elődöntő          | Döntő             | Helyezés |
| Versenyző       | Versenyszám | Ellenfél Eredmény                             | Ellenfél Eredmény | Ellenfél Eredmény | Ellenfél Eredmény | Ellenfél Eredmény | Ellenfél Eredmény | Ellenfél Eredmény | Helyezés |
| --------------- | ----------- | --------------------------------------------- | ----------------- | ----------------- | ----------------- | ----------------- | ----------------- | ----------------- | -------- |
| Santoo Shrestha | Egyes       | Ibrahima Diaw (SEN) · 10–12, 3–11, 4–11, 5–11 | kiesett           | kiesett           | kiesett           | kiesett           | kiesett           | kiesett           | 65.      |

## Atlétika
Női
| Versenyző          | Versenyszám | Döntő   | Döntő    |
| Versenyző          | Versenyszám | Idő     | Helyezés |
| ------------------ | ----------- | ------- | -------- |
| Shantoshi Shrestha | Maraton     | 2:55:06 | 79.      |

## Cselgáncs
Női
| Versenyző               | Versenyszám | 32-es főtábla                      | Nyolcaddöntő      | Negyeddöntő       | Elődöntő          | Vigaszág elődöntő | Bronz- mérkőzés   | Döntő             | Helyezés |
| Versenyző               | Versenyszám | Ellenfél Eredmény                  | Ellenfél Eredmény | Ellenfél Eredmény | Ellenfél Eredmény | Ellenfél Eredmény | Ellenfél Eredmény | Ellenfél Eredmény | Helyezés |
| ----------------------- | ----------- | ---------------------------------- | ----------------- | ----------------- | ----------------- | ----------------- | ----------------- | ----------------- | -------- |
| Manita Shrestha Pradhan | Könnyűsúly  | Marica Perišić (SRB) · 00(0)–10(0) | kiesett           | kiesett           | kiesett           | kiesett           | kiesett           | kiesett           | 17.      |

## Sportlövészet
Női
| Versenyző      | Versenyszám | Selejtező | Selejtező | Döntő   | Döntő    |
| Versenyző      | Versenyszám | Pont      | Helyezés  | Pont    | Helyezés |
| -------------- | ----------- | --------- | --------- | ------- | -------- |
| Sushmita Nepal | Légpuska    | 607,8     | 42.       | kiesett | kiesett  |

## Tollaslabda
| Versenyző    | Versenyszám | Csoportkör | Csoportkör | Nyolcaddöntő      | Negyeddöntő       | Elődöntő          | Bronz- mérkőzés   | Döntő             | Helyezés |
| Versenyző    | Versenyszám | Ellenfél Eredmény | Hely.      | Ellenfél Eredmény | Ellenfél Eredmény | Ellenfél Eredmény | Ellenfél Eredmény | Ellenfél Eredmény | Helyezés |
| ------------ | ----------- | --- | ---------- | ----------------- | ----------------- | ----------------- | ----------------- | ----------------- | -------- |
| Prince Dahal | Férfi egyes | P csoport · Viktor Axelsen (DEN) · 8–21, 6–21 · Nhat Nguyen (IRL) · 7–21, 5–21 · Misha Zilberman (ISR) · 12–21, 10–21 | 4.         | kiesett           | kiesett           | kiesett           | kiesett           | kiesett           | 38.      |

## Úszás
Férfi
| Versenyző      | Versenyszám | Előfutam | Előfutam | Előfutam | Elődöntő | Elődöntő | Elődöntő | Döntő   | Döntő    |
| Versenyző      | Versenyszám | Idő      | Hely.    | Össz.    | Idő      | Hely.    | Össz.    | Idő     | Helyezés |
| -------------- | ----------- | -------- | -------- | -------- | -------- | -------- | -------- | ------- | -------- |
| Alexander Shah | 100 m gyors | 51,91    | 3.       | 59.      | kiesett  | kiesett  | kiesett  | kiesett | kiesett  |

Női
| Versenyző  | Versenyszám | Előfutam | Előfutam | Előfutam | Elődöntő | Elődöntő | Elődöntő | Döntő   | Döntő    |
| Versenyző  | Versenyszám | Idő      | Hely.    | Össz.    | Idő      | Hely.    | Össz.    | Idő     | Helyezés |
| ---------- | ----------- | -------- | -------- | -------- | -------- | -------- | -------- | ------- | -------- |
| Duana Lama | 200 m gyors | 2:20,74  | 7.       | 30.      | kiesett  | kiesett  | kiesett  | kiesett | kiesett  |